# Майнгард Зегеберзький
Ма́йнгард Зегебе́рзький (нім. Meinhard von Segeberg; 1130/1140 — 14 серпня 1196) — німецький католицький монах. Перший лівонський єпископ у Іксюллі (1186–1196). Походив із Зегеберга, Гольштінія. Один із перших християнських місіонерів у Лівонії (з 1180). Канонік Ордену августинців. Життєпис описаний у «Хроніці Генріха Лівонського». Канонізований 31 січня 1208 року папою Іннокентієм III. День поминання — 14 серпня. Похований у церкві Святої Марії в Ікскюллі. У XIV столітті перепохований у Ризькому соборі. Також — Майнгард фон Зегеберг, Майнгард із Зегебергу, Мейнгард.

## Біографія
Майнгард жив у монастирі Августинського ордену, в місті Зегеберг, Гольштінія (Нордалбінгія), де займав пост каноніка. Дізнавшись від любецьких купців про Лівонію, він вирішив вирушити туди навертати язичників. Близько 1180 року, разом із купцями, монах прибув до Лівонії. Полоцький князь Володимир, якого місцеві племена визнавали за верховного володаря, дозволив Майнгарду мешкати у краю і проповідувати християнство. Ймовірно, монах мав певні фінанси, а також однодумців і помічників для місії.
1184 року Майнгард побудував дерев'яну каплицю в лівському поселенні Ікскюлль (Ікшкіле, Латвія). Проте взимку того ж року литовці напали на лівів й монах мусив рятуватися у лісах разом із місцевими жителями. Після повернення до пограбованого поселення, Майнгард пообіцяв побудувати для лівів кам'яний замок за німецьким зразком, за умови, що вони приймуть християнство. 1185 року, на запрошення місіонера, до Ікскюлля прибули майстри-каменярі, які звели кам'яні замок та церкву. Проте після побудови ліви порушили обіцянку й повернулися до язичництва.
1186 року бременський архієпископ Гартвіх II посвятив Майнгарда на єпископа Іксюлльського. Римський папа надіслав йому листа, заохочуючи до розвитку місії.
1187 року Майнгард побудував укріплення для лівів острову Гольма, розташованого на річці Західна Двіна, на тих самих умовах, що й для мешканців Ікскюлля. Тут також був зведений християнський храм — церква святого Мартина, від якої острів отримав назву Мартінсгольм. Під час будівництва поселення зазнало нападу семигалів, що намагалися зруйнувати стіни, але було відбито. Втім після завершення будівельних робіт місцеві ліви знову повернулися до своєї віри.
Майнгард пропрацював у землі лівів понад десятиліття. Він помер 14 серпня 1196 року й був похований у Ікскюлльській церкві. У XIV столітті тіло покійного місіонера перенесли до Ризького собору. В написі, на могилі Майнгарда у соборі, зазначено «12 жовтня», що ймовірно означає день перенесення тіла.

## Галерея
Руїни кам'яної Церкви святої Марії, заснованої на Мейнгардом 1185 року. Розташована на острові святого Майнгарда біля Ікшкіле, Латвія. Знищена німецькою артилерією 1916 року під час Першої світової війни.

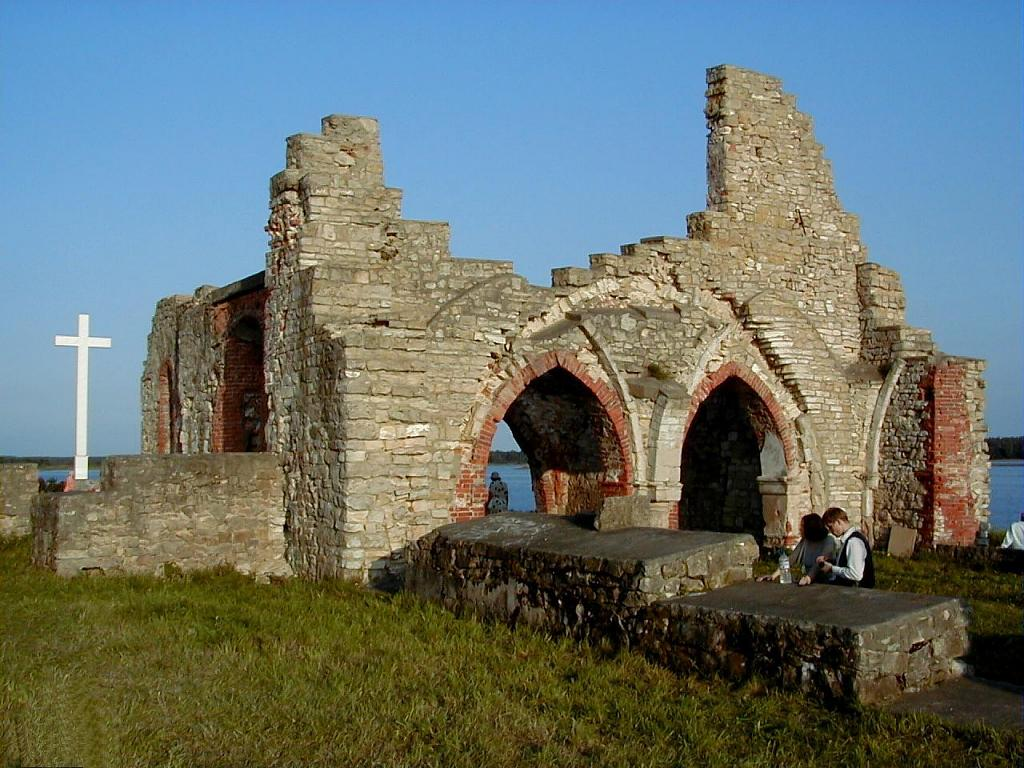
2001
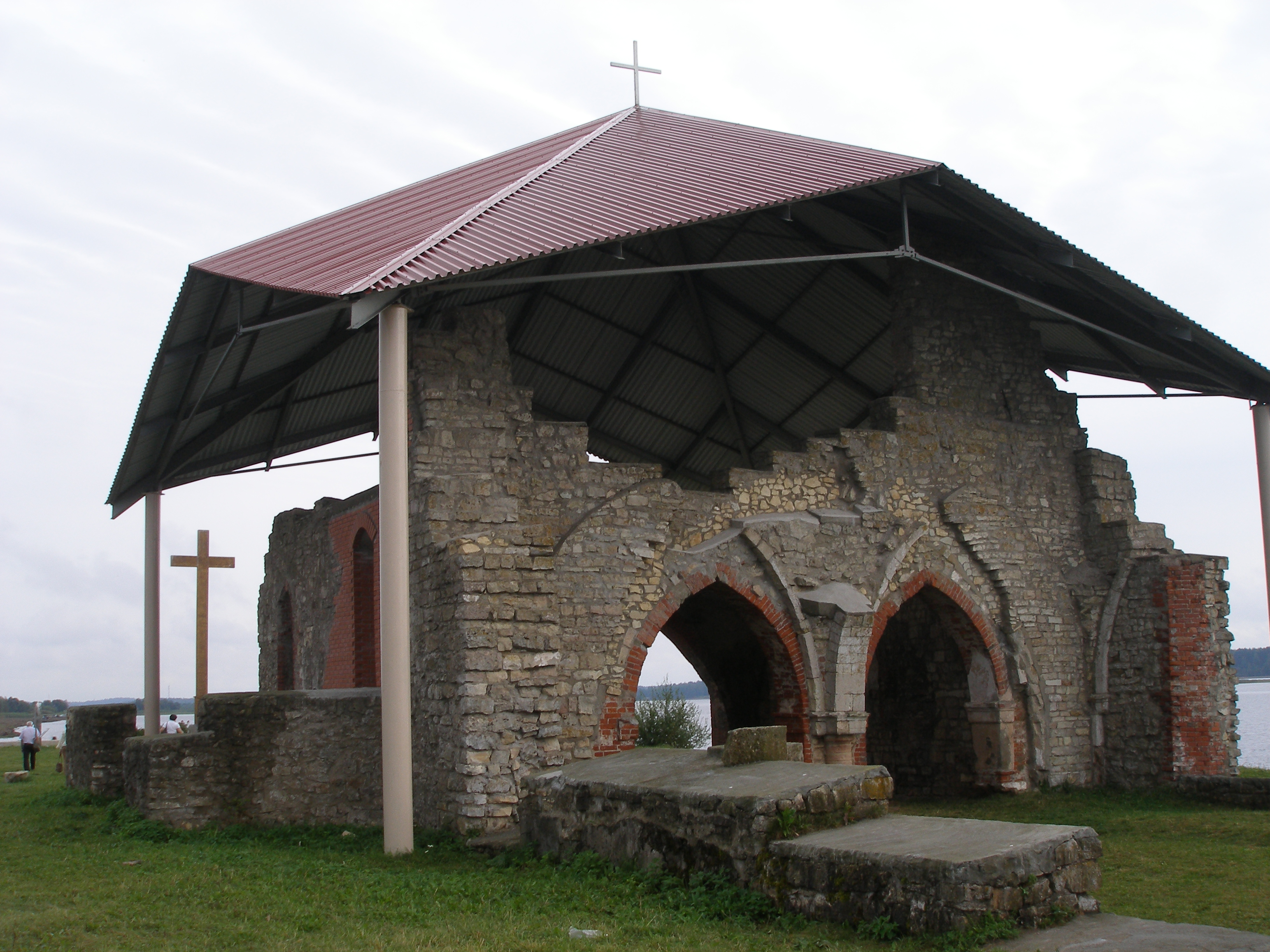
2008
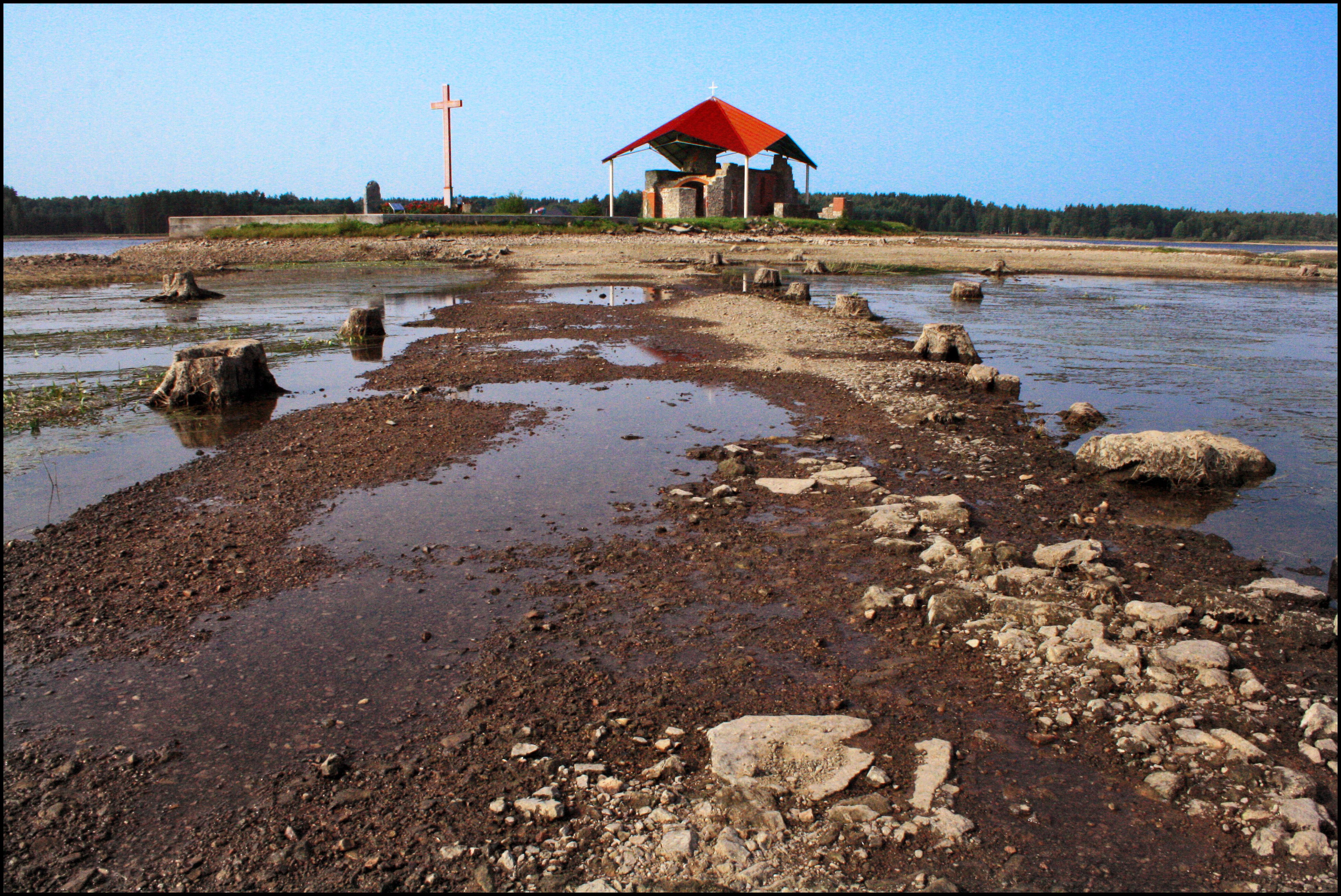
2010
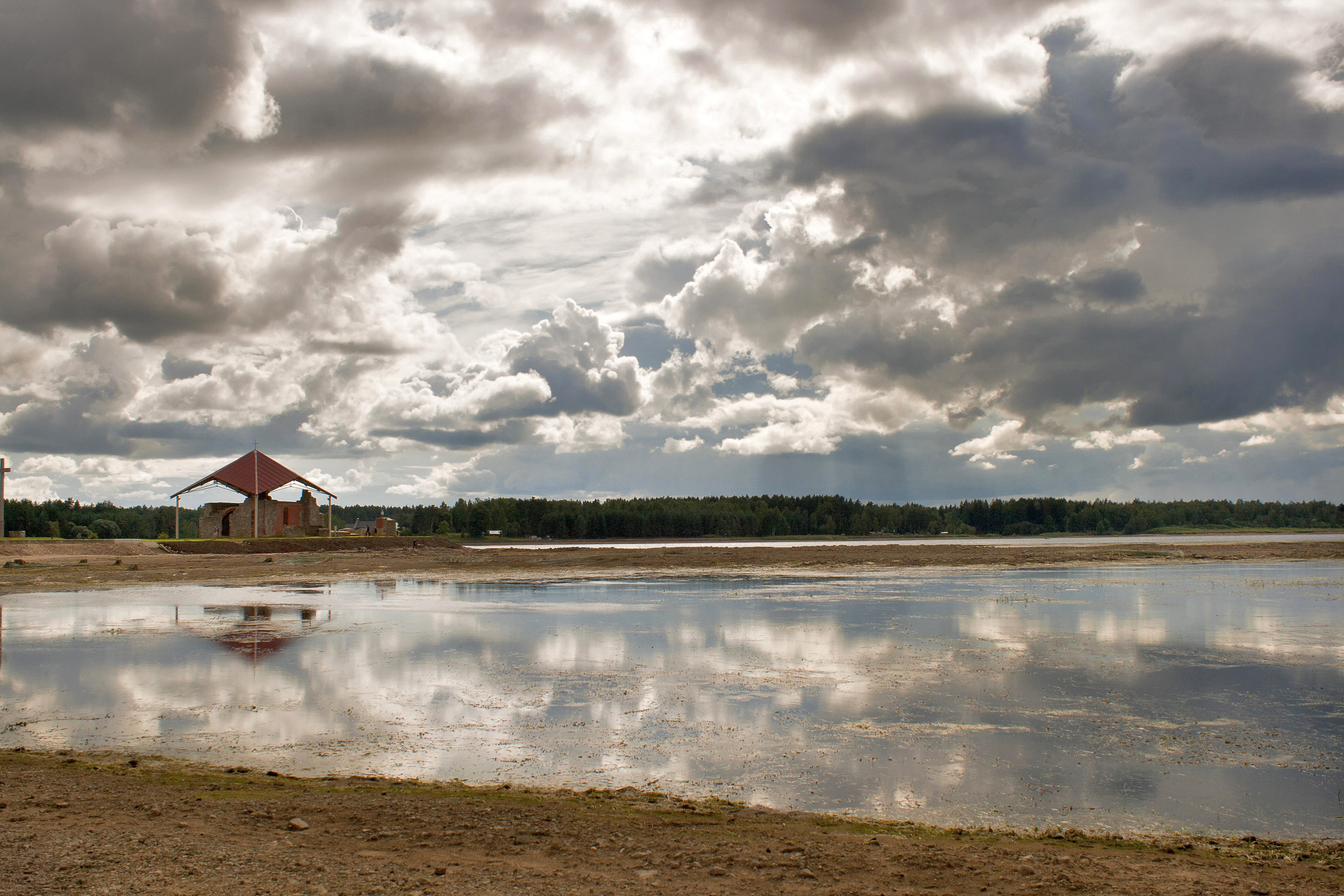
2012
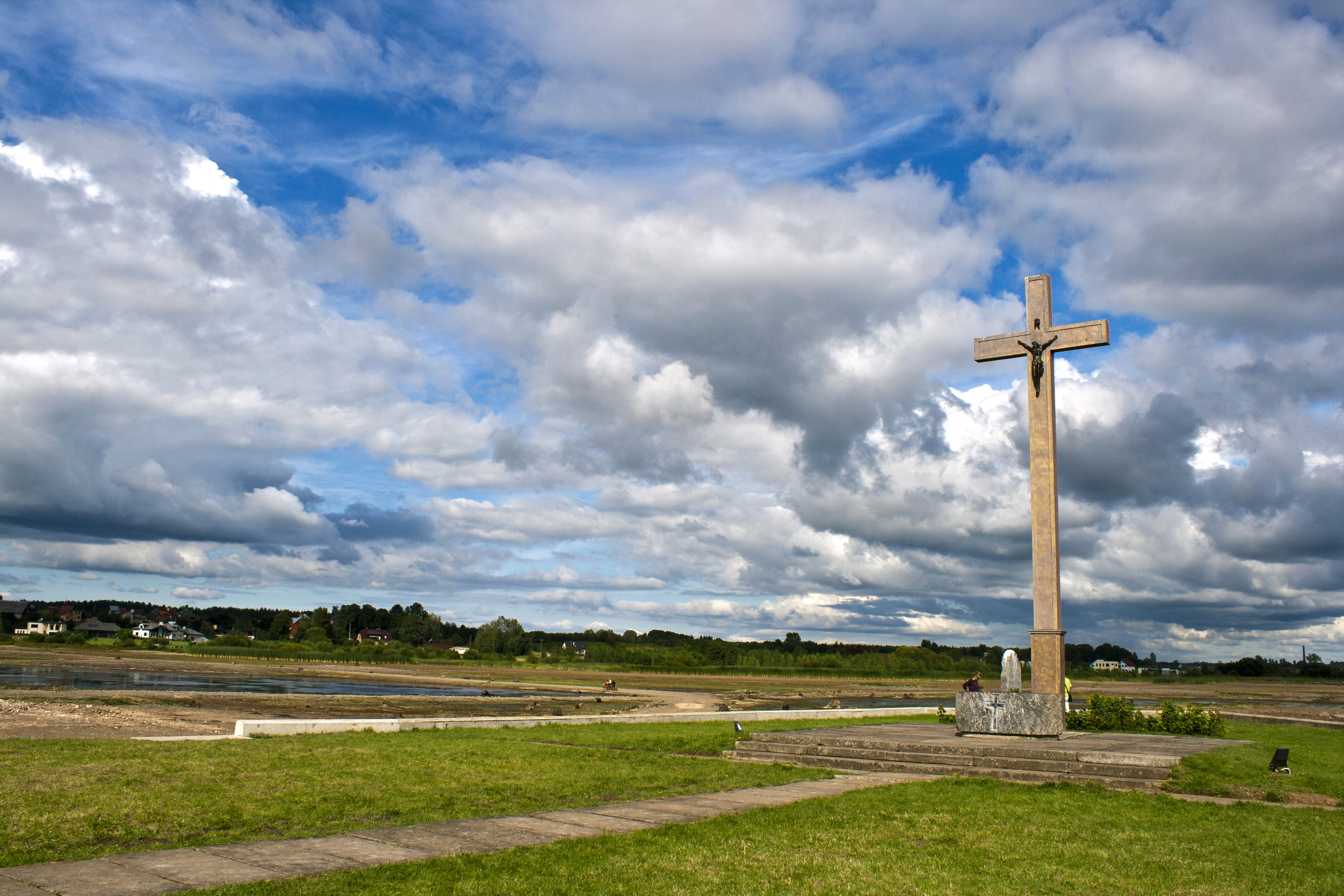
2012